# Ґіалінґ
Ґіалінґ, ґ'ялінґ, г'ялінг (з тибет.: རྒྱ་ གླི་, вайлі: rgya gli буквально перекладається як «індійська труба». Українською також може записуватися як: ґ'я лінґ, гья-лінг, йялін, йя-лін, йялінґ, джіалінґ тощо) — це традиційний центральноазійський дерев'яний духовий інструмент із металічним корпусом, що має широке поширення в Тибеті. Коротко кажучи, це металевий ріг (горн) із подвійною тростиною. Ґіалінґ схожий на сорну, що використовується в основному в тибетських монастирях під час пуджи (співів та молитов) й асоціюється з мирними божествами й ідеєю відданості. Вважається 1 із пращурів сучасного гобоя. 

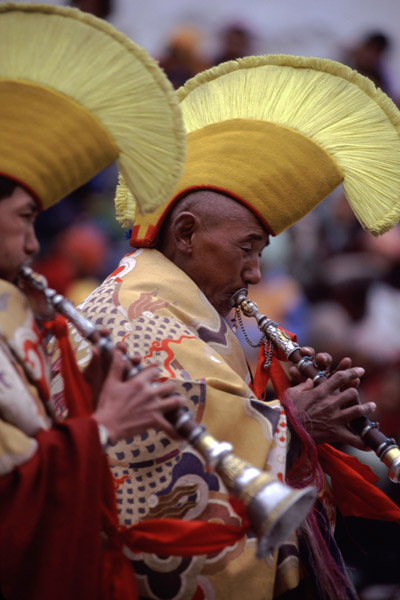
Гравці на тибетських ґіалінґах.

## Будова
Ґіалінґ за зовнішнім виглядом є подібним до сучасного гобою, але є набагато голоснішим і пронизливішим. Корпус інструменту роблять із твердих порід дерев, а розструб і верхню частину — із міді або латуні. Між отворами для пальців упродовж всього інструменту, як правило, покривається декоративними прикрасами з кольорового скла. Тростинка виготовляється з єдиного (не розділеного) стебла болотної трави. Її вставляють у невеликий металевий канал, який виступає у верхній частині корпусу. 
Довжина корпусу становить від 65 до 70 сантиметрів. На звичайному, стандартному ґіалінґу існує вісім дірочок для пальців (7 згори, 1 знизу). Тримається інструмент двома руками, ліва рука охоплює верхню частину ґіалінґа, а права нижню.
Для відтворення звуку та гри на цьому інструменті музикант зобов'язаний опанувати техніку безперервного дихання, яка іноді ще називається круговим диханням. Завдяки цьому способу інструмент буде постійно та без зупинок випромінювати рівний звук, навіть у моменти, коли музикант вдихає повітря. Цей спосіб є важливим, позаяк гравцям на деяких церемоніях доводиться грати без відпочинку протягом більше ніж однієї години. Також характерним способом є довгі за тривалістю трелі — імітація пісень птахів. Під час гри на ґіаліндзі тростина повністю занурена до роту гравця (але вона не притискається зубами і залишається вільною у роті); губи музикант притискає до плоскої металевої пластинки (за типом мундштука), що розміщена дещо нижче від тростинки. Гучність звуку регулюється силою дихання людини-виконавця. Спосіб відтворення (манера гри) різняться залежно від буддійських обрядів і ритуалів, у яких використовується ґіалінґ.

## Використання

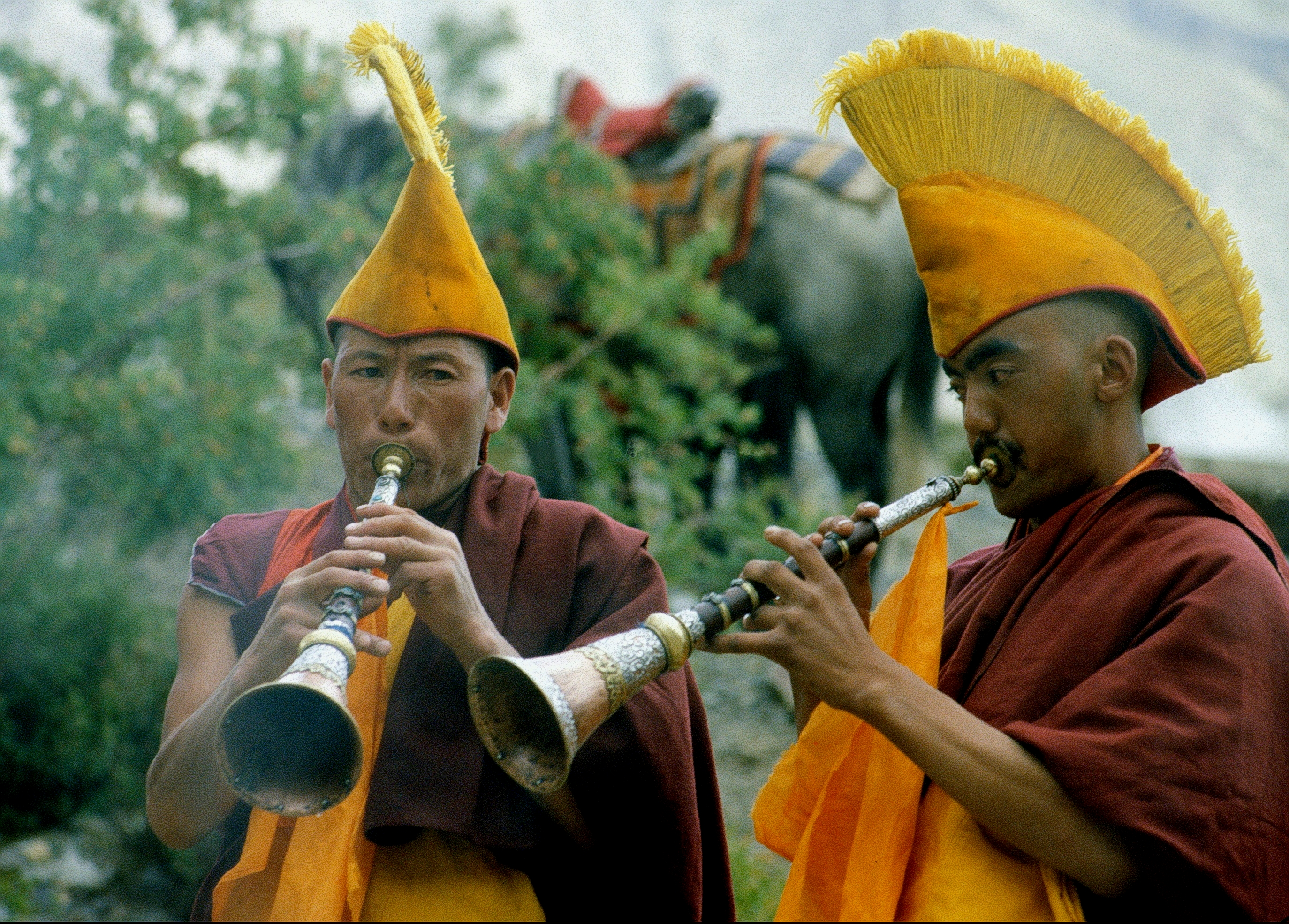
Два монахи у парі грають на ґіалінґу під час буддійського обряду.

### Ритуальна музика
Типовий тибетський буддійський ритуальний оркестр складається з ґіалінґа, дунгчена (тибетського ріжка), ганліна, конха (мушлі), дрилби (дзвіночка), сильньєн (вертикальні тарілочки) і співаків (останні є найголовнішою складовою). Поєднання разом цих інструментів створює медитаційну музику про «стан розуму», таким чином тибетські ченці викликають божества.
Часто звучання цієї музики дуже схоже на звуки волинки з численними короткими та швидкими хроматичними мелізмами.
Виконувати партії на ґіалінґу під час церемоній мають право лише найповажніші ченці. Кожен, хто бажає почати грати на ґіалінґу повинен мати кебету зіграти 40 найважливіших традиційних тибетських мелодій напам'ять і без помилок. Тому, монахи-музиканти перш ніж отримати право грати на ґіалінґу, вимушені роками практикуватися на сопілках і складати безліч іспитів.
Якщо гравець на ґіалінґу допустив помилку та зіграв не бездоганно на церемонії, він, як правило, карається буддійським господарем храму.

### Світська музика
На відміну від всіх інструментів тибетського ритуального оркестру лише ґіалінґ використовується також у світській музиці на урочистих заходах.

## Медіа
- Приклад звучання ґіалінґа
- Традиційна тибетська музика (приклади гри на ґіалінґу) [Архівовано 30 травня 2019 у Wayback Machine.]
- Опис кругового дихання на ґіалінґу [Архівовано 6 листопада 2020 у Wayback Machine.] (англійською)
- Буддійська ритуальна музика (з 40 сек. можемо бачити ґуалінґ)